# Leo Köhlenberg
Leendert (Leo) Köhlenberg (Wassenaar, 29 februari 1936 - Franeker, 8 oktober 2020) was een Nederlands organist, componist en schrijver.

## Loopbaan
Köhlenberg werd geboren in Wassenaar. Na de Tweede Wereldoorlog volgde hij piano- en orgellessen bij Jan van Biezen en Hendrik Leendert Oussoren aan de muziekschool in zijn geboorteplaats. Hij studeerde na zijn middelbare school nog orgellessen bij Stoffel van Viegen aan het Utrechts Conservatorium.
Köhlenberg was in de jaren zestig werkzaam als bouwer van diverse muziekinstrumenten als klavecimbels, spinetten en klavichorden. Vanaf die zelfde periode werkte hij bij het ministerie van Justitie als adviseur documentaire informatie voorziening. Van 1987 tot aan zijn pensionering in 1992 was hij werkzaam bij de centrale directie van de Rijksarchiefdienst. Hij was van 1973 tot 1985 organist van de Messiaskerk in Wassenaar en werkte veel samen met Gustav Leonhardt. Na zijn pensionering is hij zich gaan toeleggen op componeren. In 2005 bracht hij het oratorium Evangelium Veritas uit dat een jaar later werd overgedragen aan prof. dr. Gilles Quispel. Hij schreef ook muziek voor blokfluit en piano.

## Bladmuziek
- (1996) Flowers
- (1998) Jubilate
- (1999) We praise Thee, o Lord
- (2000) The Nativity of Light
- (2001) Pastorale
- (2001) Remember
- (2001) Seasonal Waves
- (2002) Het evangelie naar Maria
- (2002) Reflections of Nature
- (2002) Laudate Dominum
- (2003) Lied van Maria Magdalena
- (2005) Als een vlinder om de vlam
- (2005) Evangelium Veritatis
- (2006) Orgelfantasie over gezang 247
- (2006) Praeludium & Fuga
- (2006) Sonate Revestique
- (2006) Reve-Rie
- (2006) Intermezzo
- (2007) Lichtklanken
- (2007) Op vleugels van porselein
- (2007) Psallite Domino
- (2008) Secret water garden
- (2009) Sonata Nuovo
- (2009) Fantasia
- (2010) Iskarioth
- (2010) Licht
- (2011) Wanneer de liefde wenkt
- (2013) The Holy Moment of Mary